# La hija de Moctezuma
La hija de Moctezuma es una película de comedia, aventura y fantasía mexicana de 2014, producida y escrita por Ivette Lipkies, coescrita y dirigida por Iván Lipkies, y protagonizada por María Elena Velasco «La India María», Eduardo Manzano, Rafael Inclán, Raquel Garza, Ernesto Pape e Irma Dorantes. Ésta fue la última película de Velasco como La India María.

## Sinopsis
La India María debe encontrar a toda costa en lo recóndito de una montaña, El Mágico Espejo Negro de Tezcatlipoca, pues el espíritu de su bisabuelo Moctezuma Xocoyotzin así lo ha ordenado para evitar la destrucción de México. Alonso, un atractivo arqueólogo español, Bianchi, un tramposo que busca tesoros, y Brígida Troncoso, una ambiciosa gobernadora, se enteran de la existencia del dichoso Espejo, del misterioso Tesoro de Moctezuma y de la tal María, por lo que todos emprenden una frenética persecución detrás de ella para apoderarse del cristal mágico y del oro.

## Reparto
- María Elena Velasco como La India María.
- Eduardo Manzano como Xocoyote.
- Rafael Inclán como Moctezuma.
- Raquel Garza como Brígida Troncoso.
- Federico Villa como Juan.
- Ernesto Pape como Alonso.
- Irma Dorantes como Secretaria.
- Armando Silvestre
- Alfredo Sevilla

## Premios y nominaciones

### Premios Diosas de Plata 2015
| Categoría                 | Receptor                                   | Resultado |
| ------------------------- | ------------------------------------------ | --------- |
| Mejor actor               | Eduardo Manzano                            | Nominado  |
| Mejor revelación femenina | Raquel Garza                               | Ganadora  |
| Mejor fotografía          | Alberto Lee                                | Nominado  |
| Mejor canción             | La hija de Moctezuma (María Elena Velasco) | Nominada  |